# 모리스 저멜 주택

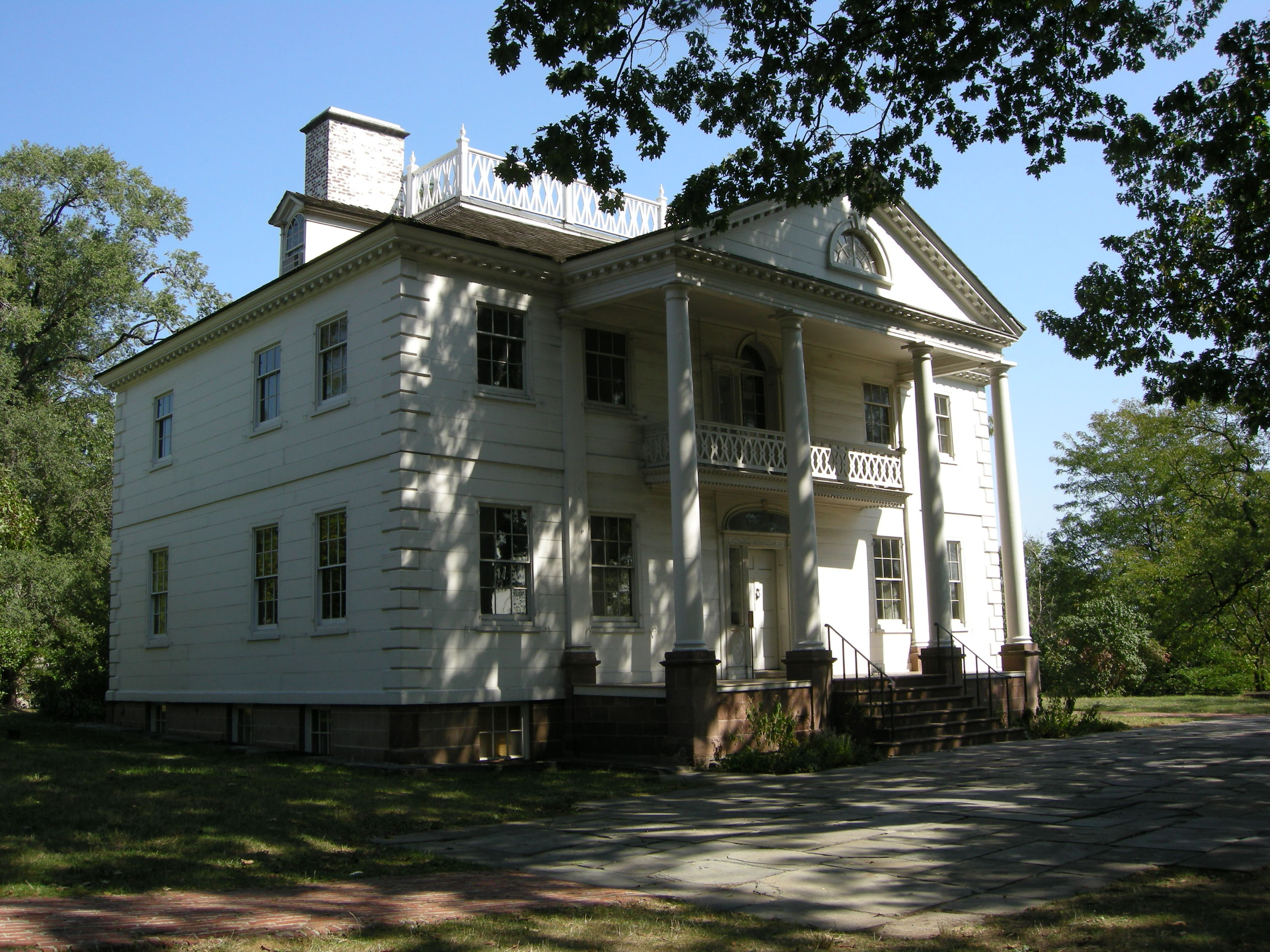
모리스 저멜 저택

모리스 저멜 주택(Morris-Jumel Mansion)은 뉴욕 워싱턴하이츠에 위치한 주택이다. 맨해튼에서 가장 오래된 저택으로 18세기의 생활상을 엿볼 수 있다. 모리스 부부가 1765년 별장으로 사용하기 위해 지었으며, 1775년까지 10년간 머물렀다. 하지만, 미국 독립 전쟁이 발발하면서, 조지 워싱턴이 1776년 9월 14일부터 10월 20일까지 머물게 되며 미국군 총사령부로 사용하게 되었다. 현재는 박물관 및 관광지로 사용되고 있으며, 지금도 그때 사용했던 거실 모습과 서재를 볼 수 있다.

## 미디어
1996년에는 모리스 저멜 주택이 밥 빌라의 A&E 네트워크 프로덕션의 미국의 역사적인 집 안내(Guide to Historic Homes of America)에서 특집으로 소개되기도 했다.